# الخدمات الطبية الملكية البحرينية
الخدمات الطبية الملكية البحرينية، يُعرف أيضًا باسم مستشفى قوة دفاع البحرين، واسم المستشفى العسكري محليًا، هو أحد أكبر المستشفيات في مملكة البحرين والمستشفى الوحيد الذي يتم توفير الرعاية الصحية المجانية حصريا لغير المدنيين في البلاد.
يقع في مدينة الرفاع الغربي وافتتح في عام 1968.

## وصلات خارجية
- الموقع الرسمي